# David Martínez Fiol
David Martínez Fiol   (Barcelona, 1962) és un historiador i professor universitari català. La seva obra historiogràfica se centra en l'estudi del període de la Primera Guerra Mundial, el nacionalisme revolucionari català i el sindicalisme dels funcionaris de la Generalitat de Catalunya en el temps de la Segona República i la Guerra Civil.

## Obra publicada
- El catalanisme i la Gran Guerra, 1914-1918. Antologia.  Barcelona: La Magrana, 1988. ISBN 978-84-7410-396-0.
- Daniel Domingo Montserrat (1900-1968): entre el marxisme i el nacionalisme radical.  Barcelona: Publicacions de l'Abadia de Montserrat, 2001. ISBN 978-84-8415-275-0.
- Estatisme i antiestatisme a Catalunya (1931-1939). Rivalitats polítiques i funcionarials a la Generalitat.  Barcelona: Publicacions Abadía de Montserrat, 2008. ISBN 978-84-7826-948-8.
- La Setmana Tràgica.  Barcelona: Pòrtic, 2009. ISBN 978-84-9809-068-0.
- Els sindicats de funcionaris de la Generalitat de Catalunya, 1931-1939.  Barcelona: Publicacions de l'Abadia de Montserrat, 2010. ISBN 978-84-9883-325-6.
- 12.000! Els catalans a la Primera Guerra Mundial.  Barcelona: Ara Llibres, 2014. ISBN 978-84-15642-71-8.[2][3]
- L'Assemblea de parlamentaris de 1917 i la Catalunya rebel.  Centre d'Història Contemporània de Catalunya, 2017. ISBN 978-8439395980.[4]
- 1917. El año que España pudo canviar (en castellà).  Renacimineto, 2018. ISBN 9788417266486.[5]
- Leviatán en Cataluña 1931-1939. La lucha por la administración de la Generalitat republicana (en castellà).  Renacimiento, 2019. ISBN 9788417146917.